# Hypsioma carioca
Hypsioma carioca là một loài bọ cánh cứng trong họ Cerambycidae.